# Owen Marshall – Strafverteidiger
Owen Marshall – Strafverteidiger (Originaltitel: Owen Marshall: Counselor at Law) ist eine US-amerikanische Fernsehserie, die von 1971 bis 1974 beim Sender ABC ausgestrahlt wurde. Im Mittelpunkt steht der Rechtsanwalt Owen Marshall aus der kalifornischen Stadt Santa Barbara.

## Handlung
Owen Marshall ist ein verwitweter Rechtsanwalt, der mit seiner zwölfjährigen Tochter Melissa in Santa Barbara in Kalifornien lebt. Mit Hilfe seiner Assistenten und der Sekretärin Frieda Krause verteidigt Marshall seine Klienten in den verschiedensten Rechtsbereichen. Marshall übernimmt Verkehrsdelikte ebenso wie Scheidungen oder Mordfälle. Im Laufe der Serie arbeitet er mit mehreren jungen Assistenten zusammen, am häufigsten mit Jess Brandon, aber in einigen Folgen auch Danny Paterno oder Ted Warrick.

## Hintergrund
Die Pilotfolge der Serie wurde in Spielfilmlänge gedreht. Der Drehbuchautor Jerry McNeely war Professor der Rechtswissenschaften an der University of Wisconsin. 1971 und 1974 wurden zwei Folgen gedreht, die ein Crossover mit der Serie Dr. med. Marcus Welby bilden. Als Gaststars traten unter anderem Rick Nelson und Peggy Lee auf. John Travolta, Mark Hamill, Farrah Fawcett, Tom Selleck und Louis Gossett Jr. spielten am Anfang ihrer Karriere kleinere Rollen in der Serie.

## Besetzung und Synchronisation
Die erste Synchronisation entstand 1976 bei Studio Hamburg.
| Schauspieler       | Rolle                | Synchronsprecher    | Synchronsprecher     |
| Schauspieler       | Rolle                | 1976                | 1992                 |
| ------------------ | -------------------- | ------------------- | -------------------- |
| Arthur Hill        | Owen Marshall        | Herbert Stass       | Michael Cramer       |
| Lee Majors         | Jess Brandon         | Thomas Danneberg    | Walter von Hauff     |
| Joan Darling       | Frieda Krause        | Gisela Fritsch      | Linda Joy            |
| William Shatner    | Dave Blankenship, DA | Volker Lechtenbrink | Fritz von Hardenberg |
| Joseph Campanella  | Dr. Eric Gibson      | Helmo Kindermann    | Horst Sachtleben     |
| Pat Harrington Jr. | Charlie Gianetta     | Hans Nitschke       |                      |
| Christine Matchett | Melissa Marshall     |                     |                      |
| Reni Santoni       | Danny Paterno        |                     |                      |
| David Soul         | Ted Warrick          |                     |                      |